# Amata sangaris
Amata sangaris là một loài bướm đêm thuộc phân họ Arctiinae, họ Erebidae.